# Bjarnat Krawc

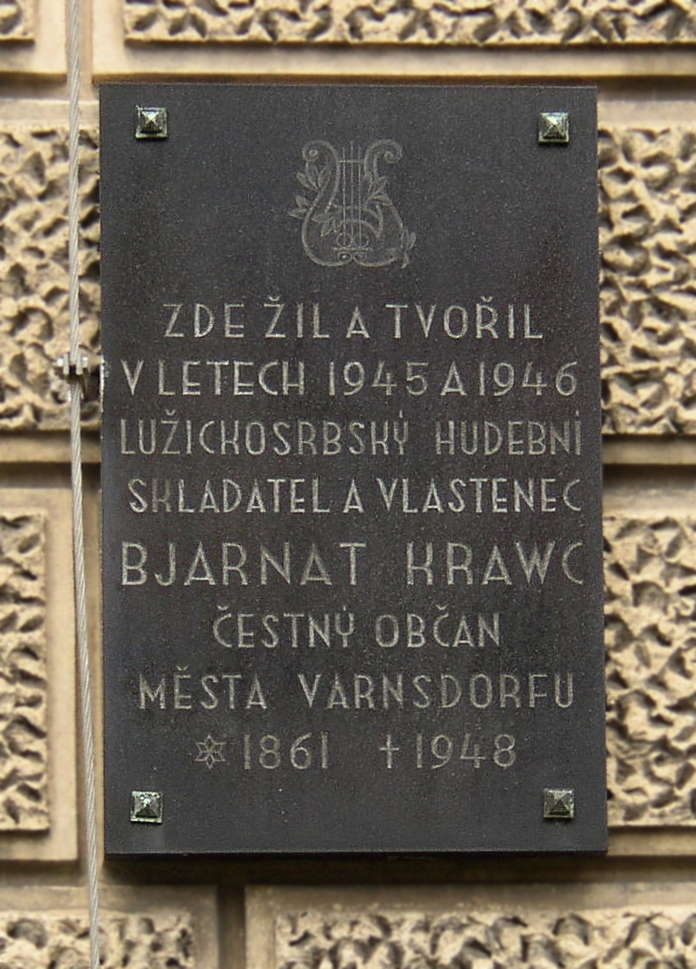
Pamětní deska na domě, kde v letech 1945–1946 žil Bjarnat Krawc

Bjarnat Krawc, něm. Bernhard Schneider, někdy uváděn jako Bjarnat Krawc-Schneider (5. února 1861, Jitro/Milstrich (Oßling) – 25. listopadu 1948, Varnsdorf) byl lužickosrbský hudební skladatel, sbormistr a organizátor hudebního života.

## Život
Narodil se ve vesnici Jitro (německy Milstrich) v zemském okrese Budyšín v Sasku do venkovské učitelské rodiny. Absolvoval učitelský ústav v Budyšíně, kde se učil hudbě od svého kmotra, Karla Augusta Fiedlera. Stal se klavíristou nově založeného pěveckého spolku Towarstwo serbskich seminaristow Swoboda a později byl jeho sbormistrem, taktéž pro něj začal skládat hudbu. V letech 1883–1924 působil jako učitel hudby, tělocviku a těsnopisu v Drážďanech na soukromém Mochmannově gymnáziu, později pak učil na měšťanských školách.
Seznámení s dílem Bedřicha Smetany a zejména první zájezd do Prahy (1885) ovlivnily jeho další uměleckou činnost. V letech 1887–1892 studoval kompozici na drážďanské konzervatoři u Felixe Draesekeho. Zapojil se do činnosti pěveckých spolků Vlastimil a Hlahol.
Po nástupu nacismu byla Krawcova díla zabavována a zakazována, neboť byl kritikem fašismu. Při bombardování Drážďan v únoru 1945 přišel o veškerý majetek a cenné rukopisy. Koncem téhož roku přesídlil do Varnsdorfu, kde opět učil hudbě a o tři roky později zemřel. Jen několik měsíců před svou smrtí mu bylo uděleno československé občanství, byl jmenován čestným občanem města Varnsdorfu a oceněn titulem Národní umělec srbského lidu.
Jedna z jeho dcer, Hanka Krawcec, byla významnou lužickosrbskou výtvarnicí.

## Dílo
Ve skladatelské tvorbě se po příkladu Bedřicha Smetany a Antonína Dvořáka inspiroval lidovou hudbou. Z díla: Smyčcový kvartet c moll (1893), symfonická svita Ze serbskeje zemje (1894), klavírní cyklus Zo serbskich honow (1899), Wendische Volkslieder – lužickosrbské lidové písně pro smíšený sbor (1899), kantáta Syrotka (1901), Šěšć spěwow za jedyn hłós z klawěrnym přewodom (1910), 33 serbskich narodnych spěwow (1925), Missa solemnis opus 79 (1932), Boža mša w serbskich kěrlušach (1938), oratorium Wójna a měr na text M. Nawky (1943–1945).
Vydal řadu zpěvníků, mj. sbírku lidových písní Heimatstimmen (1903), Chwatajće, ale spěwajće (1910), Naše spěwy I, II (1930, 1931).

## Organizační a propagační činnost
Roku 1889 založil spolek evangelických Lužických Srbů Čornobóh, v roce 1893 ženský pěvecký sbor Schneiderscher Frauenchor a také Volksliedchor. Po první světové válce přispěl organizováním mnoha koncertů k oživení hudebního života Lužice. Roku 1923 inicioval založení Svazu lužickosrbských pěveckých spolků, v roce 1927 založil lužickosrbský komorní sbor Lumir. V letech 1926–1928 vydával hudební přílohu měsíčníku Łužica Škowrončk ze serbskich honow. Z pozice člena komise se podílel také na vydávání školních zpěvníků a uspořádal i několik lužických hudebních sbírek.
Bjarnat Krawc svou koncertní a přednáškovou činností intenzivně propagoval lužickosrbskou hudbu v zahraničí (v Československu, Polsku a Jugoslávii) a slovanskou (zejména českou) hudbu ve své vlasti. V roce 1918 byl jako první Lužický Srb za své zásluhy oceněn titulem „královský ředitel hudby“, kterého se mu dostalo od saského krále Friedricha Augusta.